# Altos Computer Systems
Altos Computer Systems va ser una empresa estatunidenca fundada el 1979 per David G. Jackson, fabricant d'ordinadors personals per al mercat OEM i desenvolupadora d'una versió del sistema operatiu Xenix.
Va ser adquirida per Acer el 1990.